# 四川省三台中学
四川省三台中学校是位于中华人民共和国四川省绵阳市三台县的一所普通高中，在2002年获“国家级示范性普通高中”称号。在当地，四川省三台中学校常被简称为台中。现任校长、党委书记刘建明。

## 历史
四川省三台中学校，是由1905年停科举办学堂后所设的“潼川府中学堂”形成的。前身是“潼川府草堂书院”。1913年，罢府存县，校名改为“潼川联合县立中学校”（初为八县联立，后改九县联立）。1927年更名为“潼属联合县立高级中学校”（简称潼高中），1940年又改名为“四川省立三台高级中学校”（简称省高中），1950年秋季，根据川北行署指示，县立初级中学并入四川省立三台高级中学，更名为“川北公立三台中学”。1952年更名为“四川省三台中学校”至今。1982年，被确定为四川省首批重点中学。2002年，顺利通过国家级示范高中评估验收。
1938年，国立东北大学（今东北大学）由西安迁到三台，曾借用潼高中部分校舍。1946年夏，利用国立东北大学留下的校舍和设备成立了川北大学，后改川北农工学院。1950年夏，川北农工学院迁南充，几经更名后成为今西华师范大学。在三台的校舍全部交给三台中学使用。
校方称杜甫在公元762年寓居梓州（今四川三台）时的居所在今三台中学校内逸夫科技楼前，所人于此地建草堂寺，草堂寺后来变为草堂书院，是三台中学的前身。但杜甫的确切居住地是按相对于涪江的位置记载的，有人认为涪江曾改道，所以不在现三台中学校内，不过即使此说成立，也在离三台中学不远的地方。

## 教学业绩
三台中学在县内生源优秀，还有部分县外生源，在县内的教学业绩多年来高居榜首，在1980年代年代初在全市曾经名列第一，后有所下滑，每年高考在全市排名基本上是第3名。近年来每年都有数人考入被认为是中国最好的大学的北京大学和清华大学，对于一所县级高中来说，这是相当了不起的成就。

## 争议
三台中学在2002年被评为“国家级示范性普通高中”,但《南方周末》指其在参评“国重”过程中严重舞弊；但亦有指《南方周末》的报导夸大、失实，或指其中所指内容实为普遍现象，不应由三台中学独自承担。
此外，三台中学近几年与芦溪中学过分夸张甚至虚假的宣传战受到很多当地知情人的批评。两校曾在2004年高考后因为严重的虚假宣传一起而受到绵阳市教育局通报批评。